# Sławica Dimowska
Sławica Nakow-Dimowska (mac. Славица Наков-Димовска; ur. 29 lipca 1985 w Skopju) – północno-macedońska koszykarka występująca na pozycji rozgrywającej, trenerka koszykarska.

## Osiągnięcia
Na podstawie, o ile nie zaznaczono inaczej.

### Drużynowe
- Mistrzyni:
  - Macedonii (2010, 2012, 2019)[2][3][4]
  - Islandii (2009)
- Wicemistrzyni Macedonii (2013, 2018)[3][5]
- Zdobywczyni Pucharu Macedonii (2012, 2018, 2019)[2][5][4]

### Indywidualne
(* – nagrody przyznane przez portal eurobasket.com)
- MVP play-off ligi:
  - macedońskiej (2019)
  - islandzkiej (2009)
- Macedońska koszykarka roku (2010)
- Najlepsza zawodniczka:
  - zagraniczna ligi islandzkiej (2009)
  - występująca na pozycji obronnej ligi macedońskiej (2012, 2013)*[2][3]
- Zaliczona do I składu ligi macedońskiej (2012, 2013)*[2][3]

### Reprezentacja
Seniorska
- Wicemistrzyni Europy małych krajów (2012)
- Uczestniczka:
  - mistrzostw Europy dywizji B (2005)
  - kwalifikacji do Eurobasketu (2015)

Młodzieżowe
- Uczestniczka kwalifikacji do mistrzostw Europy U–16 (2001, 2003)

### Trenerskie
Asystentka
- Uczestniczka FIBA U–18 Women’s European Challengers (2021)[6]